# Academy of Country Music Awards
Ne doit pas être confondu avec Country Music Association Awards.
Les Academy of Country Music Awards, également connus sous le nom ACM Awards, est une cérémonie de remise de prix qui récompense les artistes de musique country. Organisée pour la première fois en 1966, c'est la première cérémonie, organisée par une grande organisation a récompenser le domaine de la musique country. La cérémonie a été diffusée pour la première fois en 1972 sur ABC. En 1979, l'Académie s'est associée à Dick Clark Productions pour produire l'émission. Dick Clark et Al Schwartz ont été producteurs pendant que Gene Weed était metteur en scène. Sous leur direction, l'émission a été transférée à NBC et enfin sur CBS, où elle est encore diffusée aujourd'hui.
En 2003, la cérémonie a quitté Los Angeles et a déménagé à Las Vegas au Mandalay Bay Events Centre jusqu'en 2005. Le spectacle a été transféré à la MGM Grand Garden Arena de Las Vegas de 2006 à 2014 avant de déménager au AT&T Stadium d'Arlington, au Texas en 2015 pour célébrer son 50e anniversaire. La cérémonie est retournée à la MGM Grand Garden Arena en 2016 puis déplacé à la nouvelle T-Mobile Arena en 2017.

## Récompenses
Chaque année depuis 1966 sont décernés plusieurs prix par l'Academy of Country Music pour récompenser les artistes de musique country. Un prix spécial est décerné tous les 10 ans pour nommer le meilleur artiste de la décennie. Chaque année cependant plus d'une dizaine de récompenses sont ainsi remises dans des catégories comme Meilleur chanteur, meilleure chanteuse, Meilleur groupe, Single de l’année, Album de l’année, Clip de l’année, révélation masculine ou révélation féminine.

### Récompenses principales
| Année | Artiste de l'année                                | Chanteur de l'année | Chanteuse de l'année  | Chanson de l'année | Album de l'année               |
| ----- | ------------------------------------------------- | ------------------- | --------------------- | --- | ------------------------------ |
| 2024  | Lainey Wilson                                     | Chris Stapleton     | Lainey Wilson         | Jordan Davis, Chase McGill, Greylan James, Josh Osborne – Next Thing You Know                                          | Golden Hour - Kacey Musgraves  |
| 2023  | Chris Stapleton                                   | Morgan Wallen       | Lainey Wilson         | Cole Swindell, Ashley Gorley, Jesse Frasure, Thomas Rhett, Mark D. Sanders, Tim Nichols – She Had Me at Heads Carolina |                                |
| 2022  | Miranda Lambert                                   | Chris Stapleton     | Carly Pearce          | Jason Nix, Jonathan Singleton, Lainey Wilson – Things a Man Oughta Know                                                |                                |
| 2021  | Luke Bryan                                        | Thomas Rhett        | Maren Morris          | Maren Morris, Jimmy Robbins, Laura Veltz – The Bones                                                                   |                                |
| 2020  | Thomas Rhett (ex-equo) Carrie Underwood (ex-equo) | Luke Combs          | Maren Morris          | Josh Osborne, Matthew Ramsey, Trevor Rosen, Brad Tursi – One Man Band                                                  |                                |
| 2019  | Keith Urban                                       | Thomas Rhett        | Kacey Musgraves       | Nicolle Galyon, Jordan Reynolds, Dan Smyers – Tequila                                                                  |                                |
| 2018  | Jason Aldean                                      | Chris Stapleton     | Miranda Lambert       | Jack Ingram, Miranda Lambert, Jon Randall – Tin Man                                                                    |                                |
| 2017  | Jason Aldean                                      | Thomas Rhett        | Miranda Lambert       | Sean Douglas, Thomas Rhett, Joe Spargur – Die a Happy Man                                                              |                                |
| 2016  | Jason Aldean                                      | Chris Stapleton     | Miranda Lambert       | Barry Bales, Ronnie Bowman, Chris Stapleton – Nobody to Blame                                                          |                                |
| 2015  | Luke Bryan                                        | Jason Aldean        | Miranda Lambert       | Miranda Lambert, Natalie Hemby, Nicolle Galyon – Automatic                                                             |                                |
| 2014  | George Strait                                     | Jason Aldean        | Miranda Lambert       | Jessi Alexander, Connie Harrington, Jimmy Yeary – I Drive Your Truck                                                   |                                |
| 2013  | Luke Bryan                                        | Jason Aldean        | Miranda Lambert       | Miranda Lambert, Blake Shelton – Over You                                                                              |                                |
| 2012  | Taylor Swift                                      | Blake Shelton       | Miranda Lambert       | Lee Brice, Liz Rose – Crazy Girl                                                                                       |                                |
| 2011  | Taylor Swift                                      | Brad Paisley        | Miranda Lambert       | Tom Douglas, Allen Shamblin – The House That Built Me                                                                  |                                |
| 2010  | Carrie Underwood                                  | Brad Paisley        | Miranda Lambert       | Dave Haywood, Josh Kear, Charles Kelley, Hillary Scott – Need You Now                                                  |                                |
| 2009  | Carrie Underwood                                  | Brad Paisley        | Carrie Underwood      | Jamey Johnson, Lee Thomas Miller, James Otto – In Color                                                                | Fearless - Taylor Swift        |
| 2008  | Kenny Chesney                                     | Brad Paisley        | Carrie Underwood      | Jennifer Nettles – Stay                                                                                                |                                |
| 2007  | Kenny Chesney                                     | Brad Paisley        | Carrie Underwood      | Bill Anderson, Buddy Cannon, Jamey Johnson – Give It Away                                                              | Some Hearts - Carrie Underwood |
| 2006  | Kenny Chesney                                     | Keith Urban         | Sara Evans            | Craig Wiseman, Ronnie Dunn – Believe                                                                                   |                                |
| 2005  | Kenny Chesney                                     | Keith Urban         | Gretchen Wilson       | Craig Wiseman, Tim Nichols – Live Like You Were Dying                                                                  |                                |
| 2004  | Toby Keith                                        | Toby Keith          | Martina McBride       | Doug Johnson, Kim Williams – Three Wooden Crosses                                                                      |                                |
| 2003  | Toby Keith                                        | Kenny Chesney       | Martina McBride       | Phillip Brian White, David Vincent Williams – I'm Movin' On                                                            |                                |
| 2002  | Brooks & Dunn                                     | Alan Jackson        | Martina McBride       | Alan Jackson – Where Were You (When the World Stopped Turning)                                                         |                                |
| 2001  | Dixie Chicks                                      | Toby Keith          | Faith Hill            | Mark D. Sanders, Tia Sillers – I Hope You Dance                                                                        |                                |
| 2000  | Shania Twain                                      | Tim McGraw          | Faith Hill            | Marv Green, Aimee Mayo – Amazed                                                                                        |                                |
| 1999  | Garth Brooks                                      | Tim McGraw          | Faith Hill            | Steve Wariner, Billy Kirsch – Holes in the Floor of Heaven                                                             |                                |
| 1998  | Garth Brooks                                      | George Strait       | Trisha Yearwood       | Stephony Smith – It's Your Love                                                                                        |                                |
| 1997  | Brooks & Dunn                                     | George Strait       | Patty Loveless        | Bill Mack – Blue |                                |
| 1996  | Brooks & Dunn                                     | Alan Jackson        | Patty Loveless        | Dickey Lee, Karen Staley, Danny Mayo – The Keeper of the Stars                                                         | The Woman in Me - Shania Twain |
| 1995  | Reba McEntire                                     | Alan Jackson        | Reba McEntire         | Gary Baker, Frank J. Myers – I Swear                                                                                   |                                |
| 1994  | Garth Brooks                                      | Vince Gill          | Wynonna Judd          | Victoria Shaw, Chuck Cannon – I Love the Way You Love Me                                                               |                                |
| 1993  | Garth Brooks                                      | Vince Gill          | Mary Chapin Carpenter | Vince Gill, John Barlow Jarvis – I Still Believe in You                                                                |                                |
| 1992  | Garth Brooks                                      | Garth Brooks        | Reba McEntire         | Billy Dean, Richard Leigh – Somewhere in My Broken Heart                                                               |                                |
| 1991  | Garth Brooks                                      | Garth Brooks        | Reba McEntire         | Tony Arata – The Dance                                                                                                 |                                |
| 1990  | George Strait                                     | Clint Black         | Kathy Mattea          | Jon Vezner, Don Henry – Where've You Been                                                                              |                                |
| 1989  | Hank Williams, Jr.                                | George Strait       | K. T. Oslin           | Charles Gene Nelson, Paul Nelson – Eighteen Wheels and a Dozen Roses                                                   |                                |
| 1988  | Hank Williams, Jr.                                | Randy Travis        | Reba McEntire         | Paul Overstreet, Don Schlitz – Forever and Ever, Amen                                                                  |                                |
| 1987  | Hank Williams, Jr.                                | Randy Travis        | Reba McEntire         | Paul Overstreet, Don Schlitz – On the Other Hand                                                                       |                                |
| 1986  | Alabama                                           | George Strait       | Reba McEntire         | Fred Parris, Mike Reid, Troy Seals – Lost in the Fifties Tonight                                                       |                                |
| 1985  | Alabama                                           | George Strait       | Reba McEntire         | Harlan Howard, Brent Maher, Sonny Throckmorton – Why Not Me                                                            |                                |
| 1984  | Alabama                                           | Lee Greenwood       | Janie Fricke          | Larry Henley, Jeff Silbar – Wind Beneath My Wings                                                                      |                                |
| 1983  | Alabama                                           | Ronnie Milsap       | Sylvia                | Merle Haggard – Are the Good Times Really Over (I Wish a Buck Was Still Silver)                                        |                                |
| 1982  | Alabama                                           | Merle Haggard       | Barbara Mandrell      | Felice Bryant, Boudleaux Bryant, Larry Collins, Sandy Pinkard – You're the Reason God Made Oklahoma                    |                                |
| 1981  | Barbara Mandrell                                  | George Jones        | Dolly Parton          | Bobby Braddock, Curly Putman – He Stopped Loving Her Today                                                             |                                |
| 1980  | Willie Nelson                                     | Larry Gatlin        | Crystal Gayle         | Sonny Throckmorton, Curly Putman – It's a Cheating Situation                                                           |                                |
| 1979  | Kenny Rogers                                      | Kenny Rogers        | Barbara Mandrell      | Randy Goodrum – You Needed Me                                                                                          |                                |
| 1978  | Dolly Parton                                      | Kenny Rogers        | Crystal Gayle         | Roger Bowling, Hal Bynum – Lucille                                                                                     |                                |
| 1977  | Mickey Gilley                                     | Mickey Gilley       | Crystal Gayle         | Baker Knight – Don't the Girls All Get Prettier at Closing Time                                                        |                                |
| 1976  | Loretta Lynn                                      | Conway Twitty       | Loretta Lynn          | Larry Weiss – Rhinestone Cowboy                                                                                        |                                |
| 1975  | Mac Davis                                         | Merle Haggard       | Loretta Lynn          | Don Wayne – Country Bumpkin                                                                                            |                                |
| 1974  | Roy Clark                                         | Charlie Rich        | Loretta Lynn          | Kenny O'Dell – Behind Closed Doors                                                                                     |                                |
| 1973  | Roy Clark                                         | Merle Haggard       | Donna Fargo           | Donna Fargo – The Happiest Girl In the Whole USA                                                                       |                                |
| 1972  | Freddie Hart                                      | Freddie Hart        | Loretta Lynn          | Freddie Hart – Easy Loving                                                                                             |                                |
| 1971  | Merle Haggard                                     | Merle Haggard       | Lynn Anderson         | Kris Kristofferson – For the Good Times                                                                                |                                |
| 1970  | —                                                 | Merle Haggard       | Tammy Wynette         | — |                                |
| 1969  | —                                                 | Glen Campbell       | Cathie Taylor         | — |                                |
| 1968  | —                                                 | Glen Campbell       | Lynn Anderson         | — |                                |
| 1967  | —                                                 | Merle Haggard       | Bonnie Guitar         | — |                                |
| 1966  | —                                                 | Buck Owens          | Bonnie Owens          | — |                                |

- Sources[4]

### Artiste de la décennie
- Années 2000 : George Strait (récompensé en 2009)
- Années 1990 : Garth Brooks (récompensé en 1999)
- Années 1980 : Alabama (récompensé en 1989)
- Années 1970 : Loretta Lynn (récompensé en 1979)
- Années 1960 : Marty Robbins (récompensé en 1969)

### Prix du cinéma Tex Ritter
Tex Ritter Film Award
- 2002 : O'Brother (O Brother, Where Art Thou?) – T-Bone Burnett[5]